# Shalom Anski
 (novembre 2024).
Shloyme Zanvl Rappoport (né le 15 octobre 1863, Tchachniki, Russie et mort le 8 novembre 1920 selon les sources à Otwock ou à Varsovie, Pologne), connu sous le pseudonyme de Sh. Anski et le prénom posthume de Shalom (quelquefois transcrit par « Salomon / Shlomo » « An-ski /Ansky »), est un écrivain, journaliste et ethnographe, spécialiste du folklore juif et de la culture yiddish. Il est l'auteur d'un grand classique de la littérature yiddish : la pièce de théâtre intitulée Le Dibbouk.

## Biographie
Né à Tchachniki en Russie (dans l'actuelle Biélorussie), Shalom Anski reçut une éducation juive traditionnelle et s'initia au russe lui-même. Il apprit les métiers de relieur, puis de serrurier ou de tailleur (sur ce point les indications des biographes divergent). En tant que membre des Narodniki russes, il eut vite maille à partir avec la police, qui le surveilla d'abord et finit par l'expulser de Russie en 1891.
En 1894 il arriva à Paris, où il commença par travailler comme relieur. Par la suite il fut secrétaire du révolutionnaire social russe Piotr Lavrov et secrétaire du Parti socialiste révolutionnaire russe à Paris. Pour le mouvement judéo-socialiste, le « Bund », il écrivit deux hymnes connus : Di Shwu'e (Le Serment), et In zaltsikn yam fun di mentshlekhe trern (Dans la mer salée des larmes humaines).
Il voyagea ensuite dans les provinces occidentales de l'Empire russe en s'intéressant aux traditions populaires du monde juif. Entre 1911 et le début de la Première Guerre mondiale, il organisa plusieurs expéditions ethnographiques dans les shtetls de Volhynie et de Podolie, où il recueillit toutes sortes de documents et de témoignages.
En 1919, il se rendit à Vilnius et à Varsovie libérées par les troupes polonaises, et il collabora au journal juif Der Moment. C'est en russe qu'il écrivit sa pièce la plus célèbre, Le Dibbouk, sous-titrée Entre deux mondes (en yiddish : דער דיבוק אדער צווישן צוויי וועלטן). Constantin Stanislavski voulut la mettre en scène dans cette version au Théâtre d'art de Moscou. Anski la traduisit lui-même en yiddish pour lui donner un ton encore plus authentique. La guerre civile qui sévissait alors en Russie cependant empêcha de la monter.
La première eut lieu le 9 décembre 1920 au théâtre de l'Elyseum, à Varsovie, trente jours après la mort d'Anski à Otwock, dans les environs de la capitale polonaise, le 8 novembre 1920.
Les collections d'objets qu'il avait rapportés de ses voyages d'études dans les villages juifs restèrent longtemps inaccessibles au public sous le régime soviétique, puis les autorités russes les exposèrent à partir des années 1990, en particulier au Musée ethnographique de Saint-Pétersbourg. De même, quelques-uns des nombreux enregistrements qu'il effectua à cette occasion, désormais transférés sur CD, sont disponibles à l'Académie nationale des sciences de Kiev, en Ukraine.
En 1938 Le Dibbouk fut mis en scène en Pologne par Michał Waszyński, en yiddish. Ce film montre le monde juif d'Europe de l'Est, juste avant sa destruction par la Seconde Guerre mondiale et le nazisme. C'est ce film qui a amené Rachel Michali à créer en 2005 l'opéra The Dybbuk à partir de l'œuvre d'Anski.